# Jean-Pierre Marielle
Jean-Pierre Marielle (12. dubna 1932 Dijon – 24. dubna 2019 Saint-Cloud) byl francouzský divadelní a filmový herec.
Hrál ve více než stovce filmů, v nichž hrál značně rozmanité role, od obyčejného občana (Les Galettes de Pont-Avent), až po sériového vraha (Bez motivu), hrdinu druhé světové války (Tisíce), ohroženého špiona (Kufr na slunci), nebo bývalého herce (Velká cesta).
Byl známý pro svou dutou barvu hlasu, který často napodobují francouzští humoristé, považujíce jej proto za archetyp francouzského džentlmena.

## Život

### Mládí a studia
Narodil se v roce 1932 v Dijonu do rodiny otce průmyslníka a matky švadleny. Jeho první herecké zkušenosti se datují do dob středoškolských studií, kdy hrál spolu s kamarády hry A. P. Čechova. Původně chtěl studovat literaturu, ale jeden z jeho učitelů jej místo toho povzbudil ke studiu herectví. Vystudoval proto pařížskou konzervatoř, odkud si v roce 1954 odnesl druhou komediální cenu a kde se mimo jiné stal blízkým přítelem Jean-Paula Belmonda a Jeana Rocheforta.

### Kariéra
Jeho raná kariéra spočívala v divadelních rolích se společností Grenier-Hussenot, hlavně v hrách Harolda Pintera a také v několika vystoupeních na velké obrazovce, na konci 50. let 20. století. Protože ho jeho první filmové role zklamaly, svou pozornost obrátil na nějaký čas ke kabaretu.
Na začátku šedesátých let získal o něco vhodnější filmové role, jako například ve filmech Jak vykrást banku (1963), kde hrál spolu s Louisem de Funèsem, Víkend na Zuydcoote (1964) a hlavně ve filmu Pán ze společnosti (1965), ve kterém mu režisér Phillipe de Broca umožnil využít celý jeho talent.
Jeho popularita rapidně narostla během 70. let, kdy se objevil v mnoha komediích. Ve filmu Kufr na slunci (1974) hrál izraelského špiona, který musí být schován v kufru, aby mohl být odvezen ze země na Blízkém východě. Filmy Les Gallettes de Pont-Aven (1975), Ať začne slavnost... (1974) nebo Čistka (1981) pouze potvrdili jeho pozici velkého herce.
Jeden z jeho nejlepších výkonů, který je současně také jeho pravděpodobně nejtemnější rolí, spočívá v jeho skvělé kreaci sebevražedného policistu bez iluzí ve filmu Les mois d’avril sont meurtriers (1987). Další důležitou rolí v jeho kariéře je Jean de Sainte-Colombe ve filmu Všechna jitra světa (1994).
V roce 1992 byl vyznamenán Řádem čestné legie.
Po celý čas se věnoval brilantním způsobem také kariéře divadelního herce a v roce 1994 získal nejvyšší francouzské ocenění pro divadelního herce, Molièrovu cenu.
V roce 2006 hrál roli Jacquesa Sauniera ve filmu Šifra mistra Leonarda.

### Osobní život
Od 4. října 2003 byl ženatý s francouzskou herečkou Agathe Natanson. Z předchozího svazku měl syna. Byl velkým milovníkem jazzu a amerického New Yorku.

## Filmografie (výběr)
- 1963 : Banánová slupka (Peau de banane), režie Marcel Ophüls
- 1964 : Záhadný kontraband (Échappement libre), režie Jean Becker
- 1964 : Víkend na Zuydcoote (Week-end à Zuydcoote), režie Henri Verneuil
- 1964 : Pán ze společnosti (Un monsieur de compagnie), režie Philippe de Broca
- 1964 : Jak vykrást banku (Faites sauter la banque!), režie Jean Girault
- 1965 : Prachy a smůla (Cent briques et des tuiles), režie Pierre Grimblat
- 1966 : Také velké bankovky mohou být falešné (Monnaie de singe), režie Yves Robert
- 1966 : Sympatický dareba (Tendre voyou), režie Jean Becker
- 1968 : Muž v buicku (L'Homme à la Buick), režie Gilles Grangier
- 1969 : Ženy (Les Femmes), režie Jean Aurel
- 1969 : Tahat ďábla za ocas (Le Diable par la queue), režie Philippe de Broca
- 1970 : Rozmarná Marie (Les Caprices de Marie), režie Philippe de Broca
- 1971 : Manželé z roku II (Les Mariés de l'an II), režie Jean-Paul Rappeneau
- 1971 : Čtyři mouchy na šedém sametu (4 mosche di velluto grigio), režie Dario Argento
- 1971 : Bez motivu (Sans mobile apparent), režie Philippe Labro
- 1972 : Paleček a obr (Le Petit poucet), režie Michel Boisrond
- 1973 : Kufr na slunci (La Valise), režie Georges Lautner
- 1974 : Ať začne slavnost... (Que la fête commence...), režie Bertrand Tavernier
- 1975 : Pan Dupont (Dupont-Lajoie), režie Yves Boisset
- 1975 : Les Galettes de Pont-Aven (Les Galettes de Pont-Aven), režie Joël Séria
- 1975 : Jako štvaná zvěř (La Traque), režie Serge Leroy
- 1976 : Všechno uvidíme (On aura tout vu), režie Georges Lautner
- 1976 : Případný sňatek možný (Cours après moi que je t'attrape), režie Robert Pouret
- 1976 : Calmos (Calmos), režie Bertrand Blier
- 1977 : Úderné čety (Sturmtruppen), režie Salvatore Samperi
- 1979 : Mluv, mluv, zajímáš mě (Cause toujours... tu m'intéresses!), režie Edouard Molinaro
- 1981 : Čistka (Coup de torchon), režie Bertrand Tavernier
- 1981 : Asphalte (Asphalte), režie Robert Fraisse
- 1985 : Utajená láska (L'Amour en douce), režie Edouard Molinaro
- 1985 : Bezva finta (Hold-Up), režie Alexandre Arcady
- 1986 : Večerní úbor (Tenue de soirée), režie Bertrand Blier
- 1988 : Několik dní se mnou (Quelques jours avec moi), režie Claude Sautet
- 1990 : Uranus (Uranus), režie Claude Berri
- 1991 : Všechna jitra světa (Tous les matins du monde), režie Alain Corneau
- 1992 : Max a Jeremie (Max & Jeremie), režie Claire Devers
- 1993 : Cukr, káva, limonáda (Un, deux, trois, soleil), režie Bertrand Blier
- 1996 : Velká cesta (Les Grands ducs), režie Patrice Leconte
- 2000 : Herci (Les Acteurs), režie Bertrand Blier
- 2003 : La Petite Lili (La Petite Lili), režie Claude Miller
- 2004 : Zítra se stěhujeme (Demain on déménage), režie Chantal Akerman
- 2005 : Šedé duše (Les Âmes grises), režie Yves Angelo
- 2006 : Šifra mistra Leonarda (The Da Vinci Code), režie Ron Howard
- 2007 : Tančit je lepší (Faut que ça danse!), režie Noémie Lvovsky
- 2007 : Co vidí jen mé oči (Ce que mes yeux ont vu), režie Laurent de Bartillat
- 2009 : Galimatyáš (Micmacs à tire-larigot), režie Jean-Pierre Jeunet
- 2010 : Svatební dort (Pièce montée), režie Denys Granier-Deferre

## Ocenění

### César
Nominace
- 1976: César pro nejlepšího herce za film Les Galettes de Pont-Aven
- 1982: César pro nejlepšího herce ve vedlejší roli za film Čistka
- 1989: César pro nejlepšího herce ve vedlejší roli za film Několik dní se mnou
- 1992: César pro nejlepšího herce za film Všechna jitra světa
- 1993: César pro nejlepšího herce ve vedlejší roli za film Max a Jeremie
- 2004: César pro nejlepšího herce ve vedlejší roli za film La Petite Lili
- 2008: César pro nejlepšího herce za film Tančit je lepší

### Molièrova cena
Ocenění
- 1994: Molièrova cena pro herce za představení Le Retour